# Бургундський хрест

Хрест Бургундії

Бургундський хрест (ісп. Cruz de Borgoña; Aspa de Borgoña) або Хрест Святого Андрія (ісп. Cruz de San Andrés), зубчаста (жорстока) форма Андріївського хреста, що була вперше використана в XV столітті як емблема герцогів Бургундії з династії Валуа, які правили великою частиною Східної Франції та Нижніх країн як фактично незалежною державою. Бургундські Нижні країни були успадковані Габсбургами, які прийняли прапор при згасанні герцогської лінії Валуа і продовжували використовувати його як один із їхніх багатьох символів аж до XVIII століття. Коли бургундські Габсбурги прийшли до влади в Іспанії в XVI столітті, емблема служила військово-морським прапорщиком Іспанської імперії до 1701 року і до 1843 року — прапором сухопутних військ, набуваючи глобального впливу у всій Європі та Америці у володіннях іспанських корон Кастилії та Арагону. Зараз хрест зустрічається на різних континентах і все ще з'являється на полкових кольорах, значках, нашивках та лого компаній. Використання емблеми в різних контекстах, у ряді європейських країн та Америці, відображає історичні масштаби бургундської, габсбурзької та іспанської територій.

## Історія

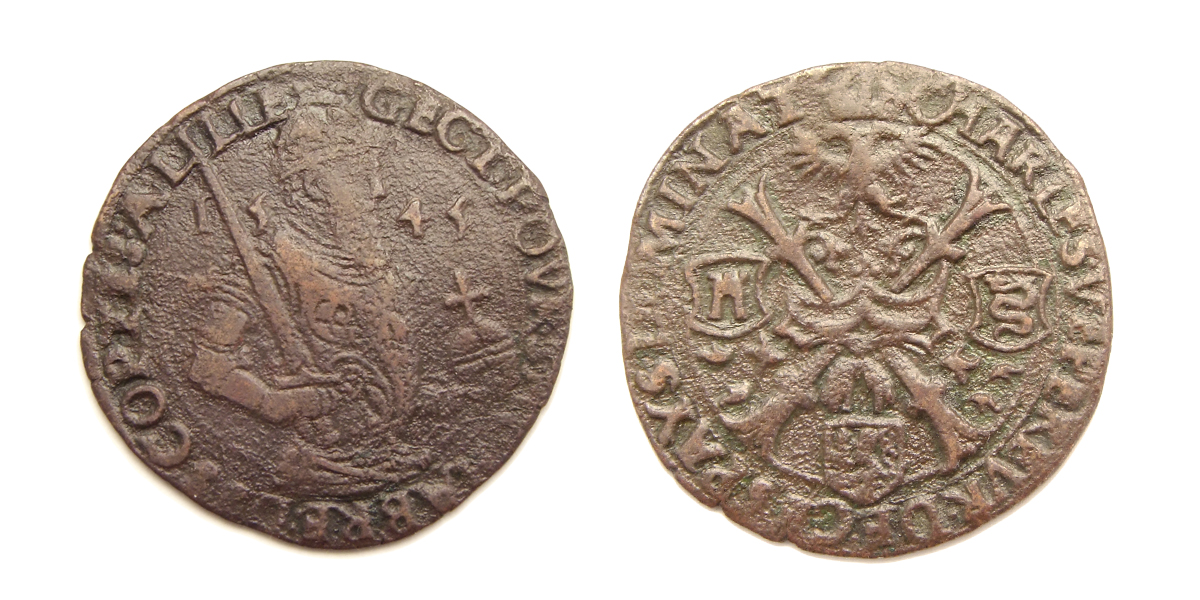
Жетон Рахункової палати Лілля, 1545.
Відображає імператора Карла V і показує запозичений бургундський хрест.

### Бургундія
Прапор з хрестом датується початком XV століття, коли прихильники Бургундського герцога прийняли знак, щоб виявити вірність у громадянській війні арманьяків і бургіньйонів. В основу взято хрест, на якому був розп'ятий Андрій Первозванний. Фігура нагадує грубо обрізані червоні гілки в андріївський хрест на білому полі. Геральдичному мовоюце звучить як на сріблі червоний колір . 
Педро де Аяла в 1490-х стверджує, що хреси вперше використав попередній герцог Бургундії для вшанування своїх шотландських солдатів. Очевидно, це посилання на шотландських солдатів, яких завербував Іоанн І у перші роки XV століття на чолі з графом Мара і графом Дугласа. Однак, попередні літописні відомості та археологічні знахідки геральдичних знаків з Парижа свідчать про широке використання дат 1411 р. у контексті фракційної війни в місті і що його витоки скоріше пов'язані з тим, що святий Андрій був покровителем герцогів Бургундії.

### Габсбурги та Іспанія

Герб Хуана Карлоса I, короля Іспанії (1975–2014), з хрестом Бургундії як щитотримача.

1506 рік слід вважати найбільш раннім теоретичним використанням в Іспанії бургундського хреста (тобто він з'явився на штандартах, які застосовували бургундські вартові Філіпа І Вродливого), хоча приблизно 1525 рік може бути, ймовірно, більш імовірною оцінкою. Після одруження з Хуаною І Кастильською Філіп став першим королем Іспанії із Габсбургів і використав Хрест Бургундії як емблему, оскільки це був символ будинку його матері, Марії Бургундської. За часів сина Філіпа та Джоани, імператора Карла V (короля Іспанії Карла I), різні армії в межах його імперії використовували прапор разом з Хрестом Бургундії над різними полями. Проте, офіційне поле все ще було білим. Іспанські монархи - Габсбурги та їх спадкоємці Бурбони - продовжували використовувати Хрест Бургундії у різних формах, у тому числі як щитотримача Королівського герба. За часів Бурбонського короля Філіпа V (1700–1746) здається, що іспанський військово-морський прапор був білим і носив у центрі королівський герб, хоча кажуть, що прапор Бургундії все ще вживався як прапорова фігура, тобто як другорядний прапор, поки Карл III не представив у 1785 році свій новий червоно-жовто-червоний морський прапор. Він також залишився в користуванні в заморській імперії Іспанії. 
Зрештою, прапор був прийнятий Карлістами, традиціоналістично-легітимістським рухом, який тривав три наступні війни проти Ізабелли II, претендуючи на престол Іспанії за Карлоса, який був би законним спадкоємцем згідно із Салічним законом, який було суперечливо скасовано Фердинанда VII . Однак у першій карлістській війні(1833–1840) бургундський прапор був знаменом армії регентської королеви, а не карлістів. Після 1843 року червоний бургундський хрест продовжував з'являтися на новому зразку червоно-жовтого армійського прапора під чотириквартальним гербом Кастилії та Леону на центральній жовтій ямці. Зрештою, під керівництвом Мануеля Фаль Конде, Хрест Бургундії став знаком карлістів 1934 року. 

## Приклади використання емблеми

Бургундський хрест Бургундії, з короною, кресалом та золотим руном

Завдяки впливу Іспанської імперії як глобальної потуги у всьому світі, у старих іспанських областях можна зустріти численні прапори та герби, різноманітні кольори та в поєднанні з іншими символами. Користувачі здебільшого мають певне пряме чи опосередковане відношення до історичної Бургундії, хоча такий зв'язок може бути дуже розпливчастим та втраченим у туманах часу. Більшість із них має прямий зв’язок із Іспанською імперією, де цей символ отримав глобальний вплив. 

### В Іспанії
- Біскайський прапорщик (включаючи так зване консульство Більбао ) (бл. 1511–1830)
- Загальний прапор іспанського купецького та корсарства до 1785 року
- Прапор іспанських карлістів від громадянської війни в Іспанії (1936–1939) до сьогодні
- Третій офіційний прапор Іспанії за часів франкоїстського режиму (1939–1975)
- В Іспанії деякі місцеві прапори та герби демонструють хрест Бургундії в Гіпускоа (Анцуола тощо), Наварра (Тафалла та ін.), Арагон (Уеска і Лідон), Андалусія (Буйлансе), Кастилія-Ла-Манча (Лас-Лаборес) і Каталонія (Крейсел).
- Національний прапор баскських націоналістів (наприклад, баскські альпіністи 1921–1978 рр.: Зелений хрест Бургундії на білому краю з червоною облямівкою)
- У наш час Хрест Бургундії досі є символом іспанської монархії   Хрест Бургундії використовувався як емблема на хвості літака Тайфун ВВС Іспанії.

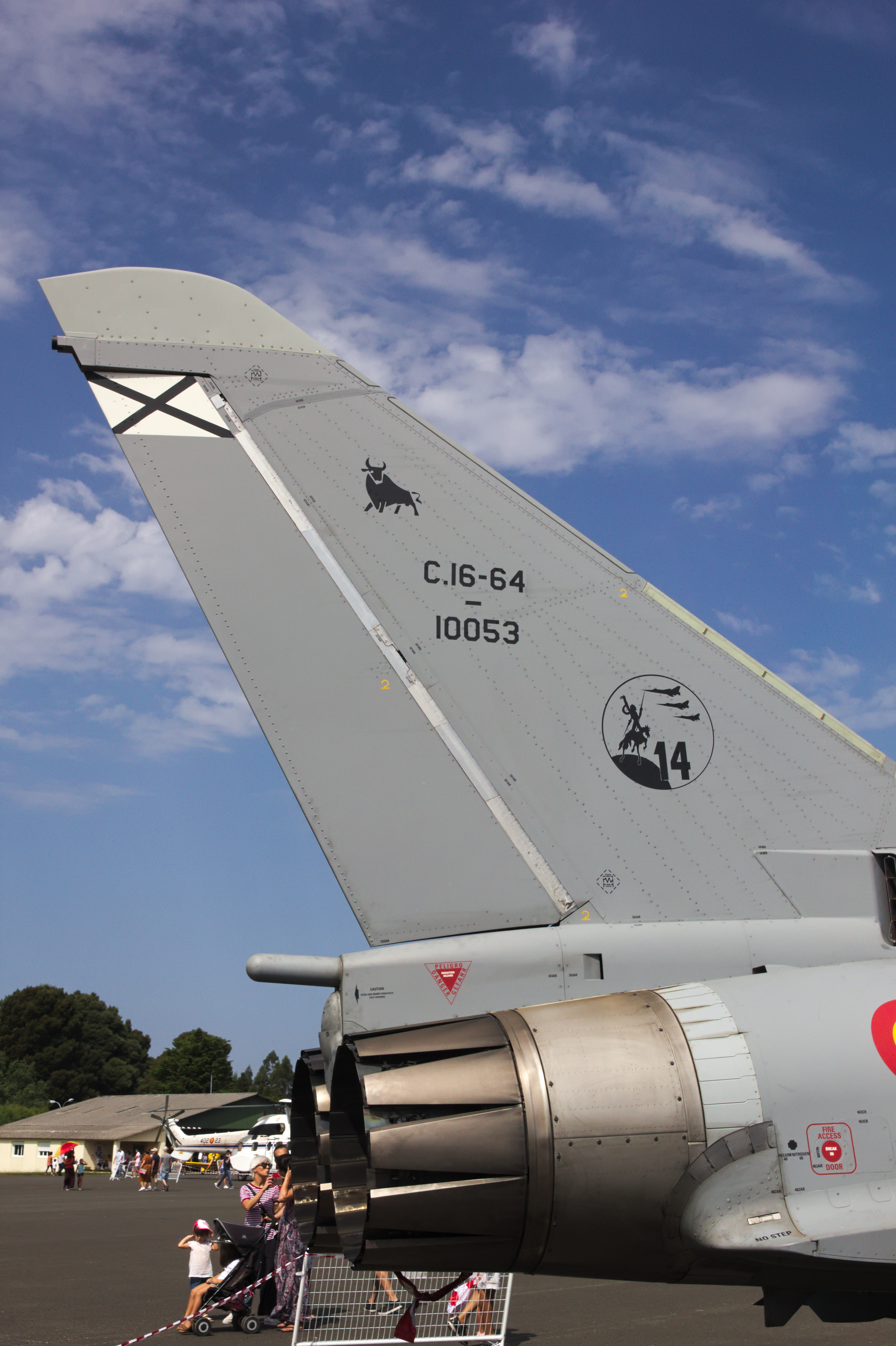
Хрест Бургундії використовувався як емблема на хвості літака Тайфун ВВС Іспанії.

- Поточний символ на хвості на всіх літаках збройних сил Іспанії, крім військово-морських сил, є спрощеною монохромною версією Хреста Бургундії.
- Хрест Бургундії присутній у багатьох символах підрозділів іспанської армії, будучи гербом 6-ї бригади десантників "Алмоґаварес", одним із прикладів серед багатьох інших.

### У Франції
- Символіка французької армії: 
  - хрест мали два лінійні піхотні полки, створені у Франш-Комте у Бургундії: "Бургундія" та "Королівський-Комтуа". Обидва підрозділи підняли прапор наприкінці XVII століття разом із домашніми кавалерійськими ротами "Жандарм Бургуньйонс" та "Шево Легер Бургуньйонс" а також провінційні полки міліції Діжон, Отун, Везул і Салін;
  - у франко-прусській війні 1870 р. Міліціонери «мобільних гардерів» з Діжона носили червоний бургундський хрест на лівій манжеті або плечі).
- Відновлений бургундський та «комітовий» регіоналізм у Франції вживає Хрест Бургундії.
- Герб Віллерс-Бузон (Франція) має своєрідний жовтий або білий бургундський хрест на більш широкому червоному фоні.
- Новий регіон Бургундія-Франш-Комте використовуватиме у своєму прапорі Хрест Бургундії.

### У Бельгії та Австрійській Нідерландах
- Прапор Австрійських Нідерландів у 1781–1786 рр. містив чорного двоголового орла на червоному бургундському хресті на тлі червоного над білим над жовтим  Хрест Бургундії поряд із Пуерто-Рико та прапорами США у фортеці Сан-Кристобаль

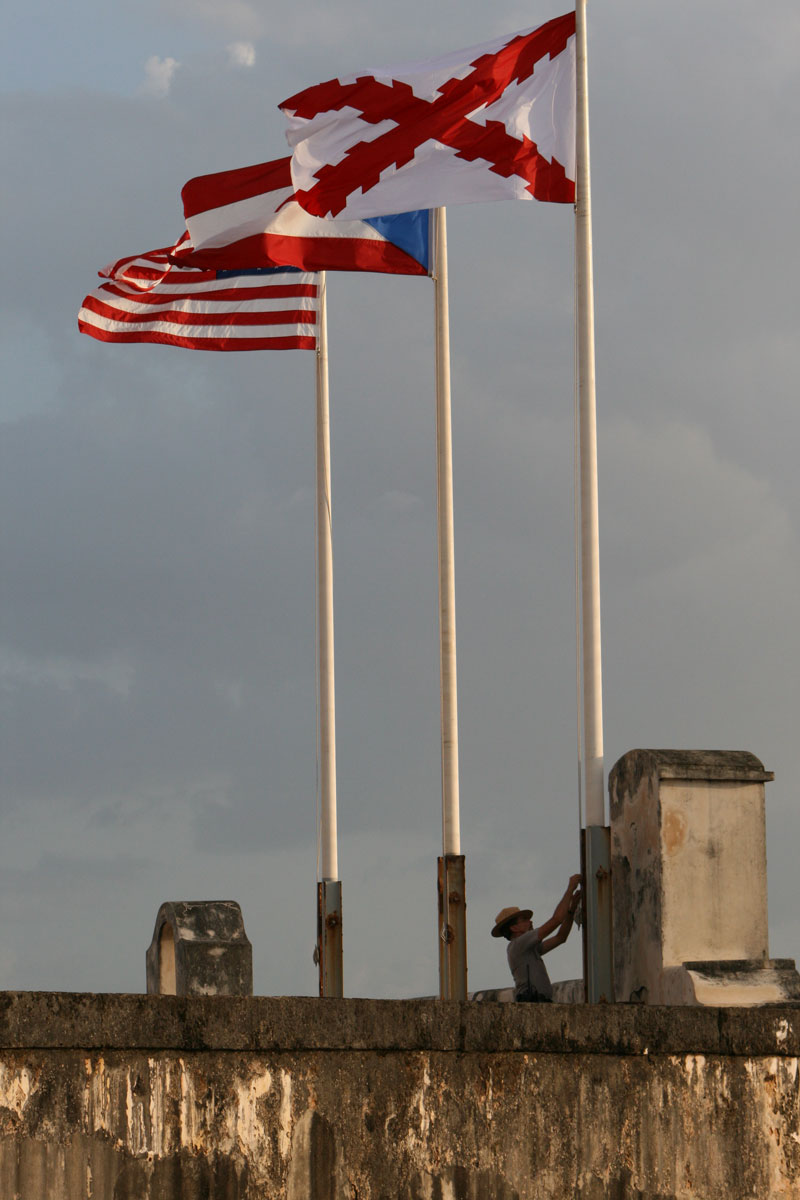
Хрест Бургундії поряд із Пуерто-Рико та прапорами США у фортеці Сан-Кристобаль

- Як рексизм у Валлонії ультраправого політичного крила вживав прапор Бельгії та значок з 1940 року, в тому числі Валлонського легіону на німецькій службі в Ваффен-СС  (червоний хрест Бургундії, або на білому або чорному тлі).
- Був купецьким прапором та значком компанії «Остенде» (Австрійська Нідерланди) у 1717–1731 роках.
- Місцевий прапор та герб Філіпевілла (Бельгія) на синьому тлі жовтий бургундський хрест.
- Нинішній бельгійський військово-морський прапор, який датується 1950 роком, цілком може бути шаною хреста Бургундії.

### У Нідерландах
- Військовий орден Вільгельма, головна військова нагорода Голландії від 1815 року, має білий мальтійський хрест та зелений бургундський хрест.
- Прапор подібного стилю вживався у сімнадцяти провінціях Нідерландів у XV-XVI століттях, що також входили до складу Іспанської імперії;
- Прапор голландського муніципалітету Ейсден містить червоний бургундський хрест від 1966 року (те саме для муніципального герба та клейноду), також як спадщину Бургундії, як частини Іспанської імперії.

### У Північній, Центральній та Південній Америці

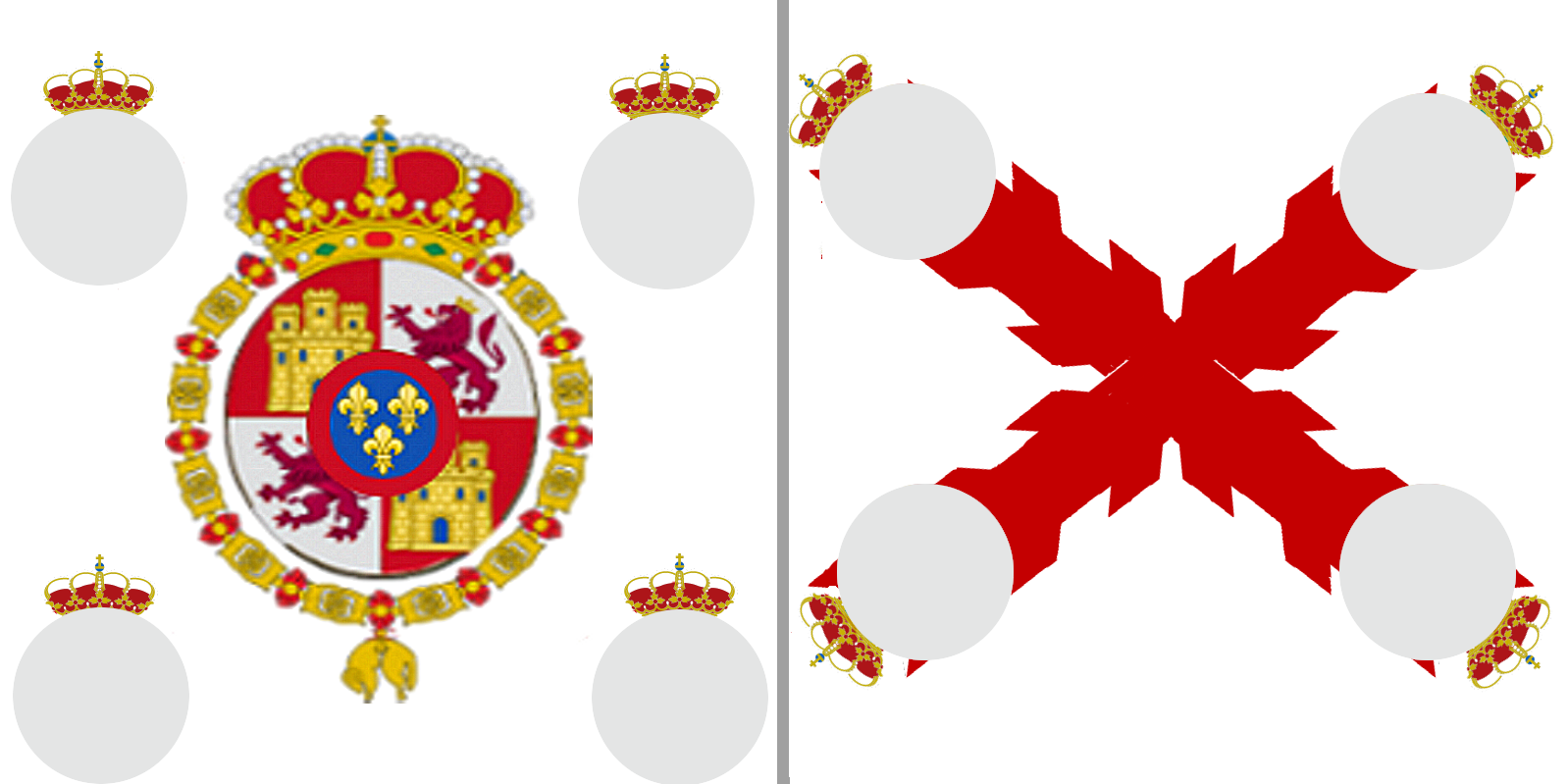
Прапор піших полків іспанської армії: " Коронела " (Королівський колір) з Королівським гербом Іспанії (перенесений першим батальйоном), " Орденананса " або " Батальлона " (колір батальйону) з бургундським хрестом (переносили другий і третій батальйони); з чотирма маленькими гербами того місця, для якого воно названо. Якби батальйони з якихось причин були об'єднані, прапори Коронела та Батальлона могли бути з'єднані в єдиному прапорі з Королівським гербом над хрестом. Прапори з Королівським гербом Фердинанда VII іспанці використовували у Піренейській війні та у війнах за незалежність іспанських колоній.

Під час іспанської колонізації Америк Хрест Бургундії слугував прапором віце-королів Нового світу (Бандера де Ультрамар )  і як символ, що повторюється, у прапорах іспанських збройних сил  та ВМС Іспанії. Нації, які колись були частиною Іспанської імперії, вважають "las aspas de Borgoña " історичним прапором, особливо гарним для музейних експонатів та залишків масивних укріплень оборони, побудованих у XVII-XVIII століттях. І на національному історичному місці Сан-Хуан в Пуерто-Рико, і на національному пам'ятнику Кастільйо-де-Сан-Маркос в Сент-Огастін, штат Флорида, Хрест Бургундії щодня майорить над історичними фортами, побудованими Іспанією для захисту їх ліній зв'язку між територіями їхньої Імперії Нового Світу. Виставлення цього прапора нагадує людям про вплив Іспанії та її військових на світову історію протягом понад 400 років. Прапор також використовували іспанські військові сили. 
- У сучасній Болівії Хрест Бургундії (який у центрі представлений золотою короною) є офіційним прапором департаменту Чукісака.
- Прапор Вальдивії, який складається з червоного хреста на білому полі, вважається, походить від іспанського Хреста Бургундії, оскільки місто Вальдивія на півдні Чилі було дуже важливим оплотом Іспанської імперії.

### У Сполучених Штатах
- Прапор Алабами та прапор Флориди кожен містить звичайний червоний хрест, частково для визнання колоніального періоду, коли використовувався іспанський хрест Бургундії.
- Хрест Бургундії все ще майорить над фортами Сан-Кристобаль та фортом Сан-Феліпе-дель-Морро, обидва - колишні іспанські укріплення, розташовані в Сан-Хуані, Пуерто-Рико, а також Кастільо-де-Сан-Маркос в Сент-Огастін, штат Флорида.

## Галерея

Coronela прапор іспанської терції дивізії Morados Viejos (старий червоний або пурпурний колір).
Прапор бургундського хреста з вогнем та золотим руном.
Червоний хрест Бургундії на білому тлі був прапором Карлістів та Рекеш за часів франкістської Іспанії.[6]
Прапор і королівський стандарт Нової Іспанії.

|                                                                            |                                                                            |
| Королівський герб Іспанії Поширена версія стандартних кольорів (1700—1761) | Королівський герб Іспанії Поширена версія стандартних кольорів (1761—1843) |

| |                                                                                |                                                                                          |                                                                                         |
| Герб Іспанії — версія Стандартних кольорів (1843—1868, 1874—1931) Варіант з меншими королівськими гербовими чвертями | Герб Іспанії — версія Стандартних кольорів (1871/1873) Правління короля Амадео | Герб Іспанії — версія Стандартних кольорів (1874—1931) Варіант з національними секторами | Герб Іспанії — версія Стандартних кольорів (1974—2014) Правління короля Хуана Карлоса I |

## Зовнішні посилання
- Прапори світу [Архівовано 25 січня 2021 у Wayback Machine.]
- GeorgiaInfo